# Roc Monllor Boronat
Roc Monllor Boronat (Alcoi, 1910 – 1994) fou un arquitecte molt vinculat a Alcoi.
Roc Monllor va ser arquitecte municipal d'Alcoi de l'any 1941 a 1973 i Assessor artístic de l'Associació de Sant Jordi. A ell es deu el projecte i la direcció de la reconstrucció de la parròquia de Santa Maria després de la guerra civil així com suggerix que siga Ramón Castañer qui pinte els murals de la nova església, part de la decoració de l'església de Sant Jordi, la construcció del Preventori, la reforma del Casal de Sant Jordi, la Residència Pintor Sala, el Mercat de Sant Roc o el Polígon Industrial "Cotes Baixes" entre altres a la ciutat d'Alcoi. Va ser conseller de la Caixa d'Estalvis. Era un gran defensor de la cultura i la llengua valencianes.